# Coryphoblennius galerita
La bavosa galletto (Coryphoblennius galerita) è un pesce di mare della famiglia Blenniidae comune nei mari italiani.

## Distribuzione e habitat
Popola il mar Mediterraneo occidentale, il mar Nero e l'Oceano Atlantico tra la Manica ed il Golfo di Guinea. 

Vive in acque bassissime, mai superiori ad 1 metro e si trova pure nelle pozze di marea del piano sopralitorale.

## Descrizione
Aspetto generale tipico da blennide, i caratteri più importanti per il riconoscimento sono i seguenti:
- "cornetto" triangolare sul capo
- piccoli tentacoli sulla nuca, più corti e molto meno visibili che nella bavosa crestata
- bocca molto larga
- pinne ventrali robuste

La colorazione è variabilissima, di solito c'è una macchietta chiara ad ogni angolo della bocca. 

Non supera i 9 cm.

## Alimentazione
Ha abitudini alimentari particolari, infatti si nutre quasi esclusivamente di Cirripedi come Chtamalus e Balanus, meglio noti come denti di cane.

## Riproduzione
Ha luogo in estate, il maschio fa la guardia alle uova.

## Biologia
Questa specie ha abitudini semi anfibie tanto che d'estate passa le notti all'asciutto. D'altra parte le sue prede abituali si trovano nel piano sopralitorale, cioè fuori dall'acqua. Alcuni adattammenti fisiologici, come vasi sanguigni cutanei sul capo per scambi gassosi, durezza e robustezza delle pinne pari, etc..permettono a questo pesciolino di trascorrere anche molte ore all'asciutto.